# Sid Tepper
foi um compositor americano. Fez muitas músicas em parceria com Roy C. Bennett, muitas delas gravadas por Elvis Presley.
Sid Tepper foi um compositor americano. Fez muitas músicas em parceria com Roy C. Bennett, muitas delas gravadas por Elvis Presley. Wikipédia
Nascimento: 25 de junho de 1918, Nova Iorque, Nova York, EUA
Falecimento: 24 de abril de 2015, Miami Beach, Flórida, EUA